# Nicolaus Förster
Nicolaus Förster (* Oktober 1657 in Erfurt; † 4. Juli 1732) war ein deutscher Buchhändler, Verleger und Drucker.

## Leben

### Familie
Nicolaus Förster war der Vater des Buchhändlers Friedrich Wilhelm Förster und der Rosina Anna Förster (auch: Rosine Anne Försterin, verheiratet mit dem in Jena tätigen deutschen Buchdrucker Johann Felix Bielke).

### Werdegang

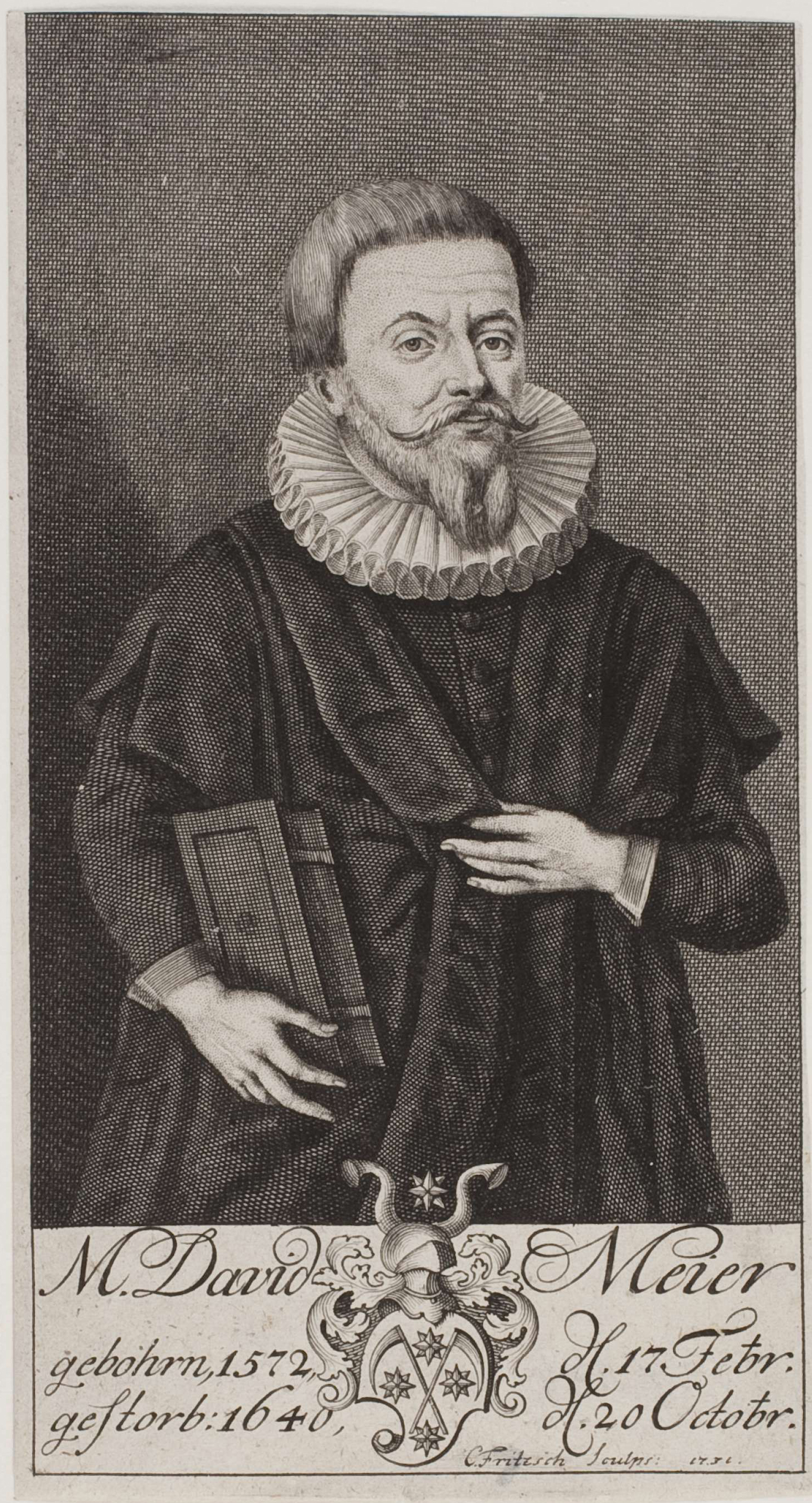
1731 datierter Kupferstich des hannoverschen Theologen David Meier (1572–1640), durch Christian Fritzsch

Nicolaus Förster übernahm 1678 in Hannover an der Nordseite der Marktkirche die Buchhandlung von Ulrich Zander in einer der sogenannten „Buden“, die der Magistrat der Stadt seit circa 1550 an ortsansässige Buchhändler vermietete.
Daneben war Förster auch als Buchhändler und Drucker in Lüneburg tätig gewesen.
Noch im 17. Jahrhundert wirkte Förster auch in Leipzig und Frankfurt am Main: Erstmals 1699 gab Förster einen Katalog heraus unter dem anfänglichen Titel Catalogus librorum anno … Oster-Meß von Franckfurth und Leipzig angeschafft von Nicolaus Förstern, Buchhändlern in Hannover über die sowohl auf der Frankfurter Buchmesse als auch auf der Leipziger Buchmesse erschienenen Bücher. Der Katalog wurde später von Seel. Nicolai Försters und Sohns Erben Buchhandlung unter leicht abweichenden Titeln fortgeführt. Förster hatte ursprünglich ein Privileg zum Druck des Kataloges erhalten, wie aus einer Klage des in Clausthal ansässigen kurfürstlich privilegierten Druckers Jakob Wilke hervorging.
Nach 1699, spätestens aber 1703 war Förster zum Hof-Buchhändler des Kurfürstentums Braunschweig Lüneburg ernannt worden; der Titel wurde ihm somit von Kurfürst Georg Ludwig verliehen, dem späteren König Georg I. von Großbritannien und Irland.
Förster verlegte ferner zahlreiche Werke von Gottfried Wilhelm Leibniz, der seit Dezember 1676 als Bibliothekar und Hofrat ebenfalls in Hannover wirkte.
Försters Sohn Friedrich Wilhelm Förster wurde spätestens 1708 bekannt. Spätestens 1731 betrieb Förster Buchhandlung und Verlag unter dem Namen Nicolaus Förster und Sohn.
Nach dem Tode Försters wurden Buchhandlung und Verlag unter dem Namen Nicolaus Förster Erben in verschiedenen Städten fortgeführt und in Hannover 1773, spätestens 1774 durch die Helwingsche Verlagsbuchhandlung übernommen.

## Werke (unvollständig)
- Nicolaus Förster verlegte zahlreiche Werke von Leibniz.[1]
- ab 1699: Catalogus librorum anno … Oster-Meß von Franckfurth und Leipzig angeschafft von Nicolaus Förstern, Buchhändlern in Hannover
- 1731: David Meyer: M. David Meiers … Kurtzgefaßte Nachricht / von der Christlichen / Reformation / In Kirchen und Schulen / Der Alten-Stadt Hannover …, Hannover: Nicolaus Förster und Sohn, 1731, S. 97–322; hochaufgelöstes Digitalisat über die Sächsische Landesbibliothek – Staats- und Universitätsbibliothek Dresden